# Уикиречник
Уикиречник (на английски: Wiktionary от wiki и dictionary) е многоезичен, уеб-базиран проект, стремящ се да създаде свободен по своето съдържание речник на над 150 езика. За разлика от традиционните речници, Уикиречникът се изгражда съвместно на доброволни начала посредством МедияУики, който позволява речниковите записи да се променят практически от всеки човек с достъп до Интернет.
Подобно на сродния си проект Уикипедия, Уикиречникът се управлява от нетърговската организация Фондация Уикимедия. Тъй като Уикиречникът не е ограничен откъм пространство, повечето езикови версии на Уикиречника предлагат определения и преводи на думите на много езици, а в някои от версиите може да се открие и допълнителна информация, която типично се предоставя в тезауруси и лексикони.
Проектът започва на 12 декември 2002 г.
Мисията на Уикиречника е да:
- Да обяснява значенията на думите, сложните съставните термини, идиоматичните конструкции и съкращенията.
- Да функционира като тезаурус, като показва синонимите и свързаните с дадена дума понятия.
- Да обяснява произхода на думите.
- Да превежда думи от един език на друг.